# Воронин, Альберт Николаевич
Альбе́рт Никола́евич Воро́нин (укр. Альберт Миколайович Воронін; род. 14 июля 1933, Мосальск, Калужская область, СССР) — советский и украинский учёный, доктор технических наук (1990), профессор (2002), специалист по кибернетике.

## Биография
В 1957 окончил Московский энергетический институт. Работал в Киевском институте автоматики и Институте кибернетики НАНУ. С 1990 заведующий лабораторией нейробионики, с 1996 ведущий научный сотрудник отдела системных исследований в Институте космических исследований НАНУ и ГКАУ. С 2005 профессор кафедры компьютерных информационных технологий НАУ. Является автором 7 научных монографий и около 300 статей в профессиональных журналах. Член Американского математического сообщества. Научные исследования касаются системного анализа и теории оптимальных решений, разрабатывает методы многокритериальной оптимизации систем управления.

## Публикации
- Многокритериальная синтез динамических систем. 1992.
- Сложные технические и эргатические системы — методы исследования. Факт, 1997. ISBN 978-966-7099-13-X.
- Векторная оптимизация динамических систем. 1999.
- Компромисс и консенсус в теории векторной оптимизации. 2001.
- Системный анализ и многокритериальная оценка космических проектов экспертными методами. 2004.
- Синтез компромиссно-оптимальных траекторий мобильных объектов в конфликтной среде. 2015.